# 亞馬遜河小渠鯰
亞馬遜河小渠鯰為輻鰭魚綱鯰形目蝌蚪鯰科的其中一種，為熱帶淡水魚類，分布於南美洲亞馬遜河及阿根廷淡水流域，體長可達13.3公分，棲息在植被生長茂密，水質偏酸的底層水域，生活習性不明。